# Kunal
Kunal est un site archéologique de la civilisation pré-Harappa (avant la civilisation de la vallée de l'Indus), situé à 30 km de Fatehabad, dans le district de Fatehabad, dans l'État d'Haryana en Inde. 
Comparé à d'autres sites de la civilisation de l'Indus, comme la ville de Rakhigarhi et des villages comme Kalibangan, le site de Kunal n'était qu'un petit village, mais c'est un des plus anciens sites connus de cette culture. Les fouilles archéologiques du site de Kunal montrent trois phases successives de la culture indigène pré-harappéenne sur la rivière Saraswati, qui effectue du commerce avec Kalibangan et Lothal. Avec les autres sites de la même époque Bhirrana et Rakhigarhi sur les fleuves Sarasvati et Ghaggar,, Kunal est reconnu comme la plus ancienne implantation pré-harappéenne. Kunal est en effet un site culturel plus ancien que celui de Rehman Dheri au Pakistan, qui figure sur la liste indicative des futurs candidats à l'inscription au patrimoine mondial. 
Le site archéologique de Kunal est à 30 km au nord-est de Fatehabad, à 70 km au nord de Hisar, à 190 km au sud-ouest de Chandigarh, à 230 km au nord-ouest de Delhi.

## Situation générale, fouilles

### Localisation du site
Le site est situé à proximité d'autres sites importants de la civilisation de la vallée de l'Indus, à 18 km au nord-est de Bhirrana, 45 km au nord-est de Banawali, à 80 km au nord-ouest de Rakhigarhi, à 85 km à l'ouest de Balu et à 150 km au nord-est de Jognakhera. 
Sur la route de Digoh à Kunal, à l'endroit où un panneau métallique jaune avec des lettres hindi de couleur rouge annonce « Harrappa kalin sthal » (site de l'ère Harappéenne) en souligné rouge avec une flèche en direction du site, une piste rurale de 700 m de long à l'ouest de la route mène à ce site. Le site est situé immédiatement au nord de la piste, sur la droite. Cette piste perpendiculaire relie la route Digoh-Kunal et la route Dholu-Mohammadpur Sotter.

### Historique des fouilles
Après la découverte de Kunal comme site de la vallée de l'Indus en 1986, le site fait l'objet de campagnes de fouilles en 1992-1993, 1996-1997, 1998-1999, 1999-2000, 2001-2002, 2002-2003, 2017-2021, et en 2023-2024. Les fouilles de 2023-2024 s'étendent sur 20 m de profondeur pour explorer les trois couches, la première couche ayant été trouvée à 3 m de profondeur.
Les fouilles sont effectuées par diverses institutions, notamment sous l'égide de l'Archaeological Survey of India (ASI), la Indian Archaeological Society (IAS), le musée national de l'Inde à New Delhi (NMI) et le département archéologique du Haryana (HAD).

## La culture Kunal
La Culture Kunal, sur la base des poteries qui y sont découvertes, est classée comme une culture ou sous-culture archéologique particulière. 

### Contexte culturel
Le site le plus ancien de cette culture est Kunal proprement dit (datant de 4000 av. J.-C.) dans l'État d'Haryana. Ce site s'avère en effet plus ancien que le site de Rehman Dheri (3300 av. J.-C.). Le site type, le premier site fouillé de ce type de culture est Kot Diji. Le site de Rehman Dheri, d'abord considéré comme le plus ancien exemple de cette culture, est maintenant le deuxième plus ancien de cette culture après que les fouilles de Kunal aient démontré que ce site est plus ancien que Rehman Dheri avec des artéfacts culturels similaires mais antérieurs à ceux de Rehman Dheri.
Les sites de Kot Diji et d'Amri sont proches l'un de l'autre dans la province pakistanaise du Sindh, et développent au début une culture propre qui présente des éléments communs. Ils entrent ensuite en contact avec la culture Harappéenne et se développent pleinement dans cette culture. Les premiers exemples d'artefacts appartenant à cette culture sont d'abord trouvés à Rehman Dheri, mais des fouilles ultérieures révèlent le plus ancien exemple de cette culture à Kunal. Ce sont les ancêtres culturels du site d'Harappa. Ces sites ont des niveaux culturels autochtones pré-Harappa, distincts de la culture d'Harappa et la précédant, ces sites se trouvent précisément à Banawali (niveau I), Kot Diji (niveau 3A), à Amri (niveau II). Rehman Dheri possède également une phase pré-Kot Diji (RHD1 3300-28 av. J.-C.) qui ne fait pas partie de la culture de la vallée de l'Indus. Kot Diji présente deux phases ultérieures qui se poursuivent dans la phase Harappéenne mature (RHDII et RHDII 2500-2100 av. J.-C.), et parallèlement à elle. Les villes fortifiées retrouvées sur ces sites sont datées comme suit,,,,.
Kunal, datant de 5000 et 4000 av. J.-C., dans le district d'Hisar de l'Haryana en Inde est le site le plus ancien trouvé de cette culture. Avec des couches de la phase I datant de 5000 av. J.-C. et de 4000 av. J.-C., la culture de ce site est bien plus ancienne que le site pré-harappéen de Rehman Dheri qui était daté de 3300 av. J.-C. Un sceau à bouton est découvert à Kunal lors de fouilles menées en 1998-1999 par l'Archaeological Survey of India. Ce sceau est similaire aux exemples de Rehman Dheri. Il contenait une image de deux cerfs d'un côté et un motif géométrique de l'autre côté. Le spécimen similaire de Rehman-Dheri peut être daté d'environ c. 4000 BCE, ce qui fait du site de Kunal un ancêtre plus ancien de Rehman Dheri. La deuxième phase de Kunal correspond à la phase post-néolithique de la culture Hakra (également appelée phase Harappéenne ancienne, vers 3300-2800 av. J.-C. ou vers 5000-2800 av. J.-C. ) a également été trouvée.
Kot Diji date de 3300 av. J.-C., c'est le site type de cette culture, il est situé dans le Sindh au Pakistan.
Amri (3600-3300 av. J.-C.) a également connu des phases non harappéennes entre 6000 et 4000 av. J.-C., et des phases harappéennes ultérieures jusqu'en 1300 av. J.-C.
Kalibangan date de 3500 avant J.-C. jusque vers 2500 avant J.-C., c'est une ville au nord-ouest du Rajasthan en Inde sur la rivière Ghaggar.
Rehman Dheri date de 3300 avant J.-C., près de Dera Ismail Khan et près de la vallée de la rivière Zhob à Khyber Pakhtunkhwa au Pakistan.

### Importance
Kunal, avec ses contemporains Bhirrana et Rakhigarhi, est reconnu comme la plus ancienne implantation de la période pré-Harappa. La datation au carbone 14 du site de Bhirrana révèle qu'il remonte à 7030 av. J.-C. (9 000 ans). Les fouilles de Kunal montrent que le site est contemporain de la phase pré-Harappa du site de Bhirrana - le plus ancien site de la civilisation de l'Indus - à 18 km de Kunal. Les artéfacts découverts à Kunal fournissent des informations importantes sur le mode de vie et d'alimentation, les conditions socio-économique des populations le long de la rivière Sarasvati à l'époque. Kunal, Bhirrana et Rakhigarhi étaient contemporains. Le trésor découvert à Kunal contient des perles d'or et des anneaux de cuivre, il témoigne de l'existence de communautés agricoles villageoises développées ayant des relations commerciales avec des pays éloignés pour l'importation de métaux et de pierres précieuses qui ne se trouvent pas localement. Les fouilles de 1998-1999 par l'ASI montrent que la culture de ce site est plus ancienne que Rehman Dheri.

### La culture de Kunal est plus ancienne que la Rehman Dheri pré-harappéen
La découverte d'un sceau à bouton lors des fouilles menées par l'ASI en 1998-1999 montre que la culture de ce site est d'une période plus ancienne que le site pré-harappéen de Rehman Dheri, daté de 3300 av. J.-C.. Ce sceau trouvé à Kunal, datable d'environ 4000 av. J.-C., contient une image de deux cerfs d'un côté et un motif géométrique sur l'autre côté, est plus ancien mais similaire à un sceau découvert à Rehman-Dheri dans le Khyber Pakhtunkhwa.

### Ancien site pré-harappéen
Le site de Kunal est reconnu comme l'un des sites pré-harappéens les plus anciens, avec trois phases successives de culture locale pré-harappéenne au bord de la rivière Saraswati, qui commerce également avec les cités de Kalibanga et Lothal. Les découvertes de regalis (objets royaux) extraites de ce tumulus sont les plus anciennes du genre dans le sous-continent indien, en Asie centrale et en Iran. Les découvertes principales comprennent notamment une robe complète de femme, des coiffures tribales, des pointes de lance en cuivre, des sceaux en stéatite à motifs géométriques (indiquant que la fabrication de sceaux à l'IVC a probablement commencé ici), des objets en terre cuite, des pointes de flèches, des hameçons, deux couronnes, des bracelets, des perles en argent, des pendentifs en or et plus de 12 000 perles de pierres semi-précieuses, dont du lapis-lazuli.
Première phase - à 3 mètres de profondeur : Datant d'il y a 5000 ans, c'est la plus ancienne habitation, constituée de plusieurs grands logements en creux de 1,10 m de profondeur et 2 m de diamètre, dont les habitants omnivores utilisent des lames en calcédoine, des hameçons, des tours de potier, cultivent des plantes et élèvent des animaux domestiqués. Ce site fournit également des articles Hakra rudimentaires. Les maisons sont construites sur un terrain artificiellement élevé. Les fouilles de 2023-2024 permettent d'y découvrir de grandes fonderies et un four où étaient fabriqués des potteries et des perles, ce qui implique l'existence d'un réseau commercial avec d'autres lieux. Loin des habitations, de grandes fosses profondes ont été découverts, qui servaient à jeter les déchets, ce qui démontre que les habitants étaient soucieux de la propreté. 
Deuxième phase : Les habitations sont construites en briques moulées. Une fosse d'habitation de deux mètres de diamètre appartenant à la phase post-néolithique de la culture de Hakra (également appelée phase Harappéenne ancienne, vers 3300-2800 av. J.-C. ou vers 5000-2800 av. J.-C. ) est également découverte. 
Troisième phase - à 20 mètres de profondeur : La phase finale des fouilles montre une société d'agriculteurs qui élèvent également des animaux domestiques et vivent dans des maisons comportant des pièces de séjour, des cuisines, des toilettes, des pièces carrées et rectangulaires construites avec des briques façonnées selon le rapport longueur-largeur-hauteur standardisé.

## Artéfacts
Parmi les artéfacts découverts, les motifs sur la poterie comprennent des feuilles de pipal (ficus religiosa) et un zébu qui sont des motifs importants trouvés sur les sceaux harappéens matures. Des outils en os, des petites lames en calcédoine, des hameçons en cuivre et des pointes de flèches y ont également trouvés. Six sceaux en stéatite et un sceau en coquillage à motifs géométriques sont découverts. Ces six sceaux sont tous de forme carrée, faits de pierre grise et ressemblent aux sceaux typiques de l'époque Harappa mature. On trouve également sur le site des tiges de cuivre, des anneaux, des morceaux de bracelets, des objets en terre cuite comme des bracelets, des boules, des figurines d'animaux, des plombs de filet, des cadres de chariots jouets, des disques et divers autres jouets, des boules de pierre, des bracelets en coquillages, etc.

### Trésors
De grands trésors de bijoux sont découverts à Kunal, comprenant notamment deux diadèmes en argent, des ornements en or, des perles de pierres semi-précieuses, etc.. Parmi les autres objets précieux trouvés sur le site de Kunal, on trouve également des bracelets en argent, des outils en cuivre, etc.

### Fonte de cuivre
Les fouilles sur le côté sud-ouest du monticule révèlent des fours à cuivre avec du matériel pour la fusion. Des lingots de cuivre et des restes de cuivre sont également découverts sur ce site.

### Riz
Le riz, probablement du riz sauvage, se trouve sur le site de Kunal ainsi qu'à Balu, tous deux dans l'Haryana.

## Conservation

### Musée sur place
Le musée de la civilisation de la vallée de l'Indus de Kunal est un musée in situ dont la construction est annoncée par le gouvernement de l'Haryana en décembre 2020. Le département de l'Archéologie et des Musées doit finaliser la conception et le département des Travaux Publics de l'État est chargé de la construction.

### Statut de protection et menaces
Le site de Kunal reçoit le statut de site protégé par le gouvernement de l'Haryana, qui construit également un mur d'enceinte autour du site pour le protéger. Ce site important, s'il n'est pas surveillé, reste sous la menace d'empiètement et de vol. Les experts exigent un projet spécifique pour étudier une zone bien plus étendue, avec des radars à pénétration de sol afin de déterminer l'étendue exacte du site dans sa totalité, et de prévoir l'acquisition ultérieure de terres par le gouvernement pour sa préservation.
Les conservateurs et les villageois demandent que la piste non pavée de 1,2 km de long, reliant les deux routes pavées et menant au site, soit également pavée après avoir modifié son alignement (si nécessaire) sur la base des relevés radar à pénétration de sol.